# 老隆镇
老隆镇是中国广东省河源市龙川县下辖的一个镇，位于龙川县的南部，是龙川县政治、经济、文化和交通中心，也是龙川县政府驻地。现老隆镇是2009年7月由原老隆镇和附城镇合并而成。
合并前的老隆镇总面积15.4平方公里，总人口12万人，其中户籍人口9.89万人，外来人口2万多人。2004年，全镇的国民生产总值为6.13亿元。该镇交通便利，205国道和梅河高速公路穿境而过，京九铁路和广梅汕铁路在该镇附近交汇。该镇的主要旅游景点有水坑生态旅游风景区、羊山荫公园、龙山公园、江边公园、纪念碑等 。

## 行政区划
合併前，老隆镇下辖8个社区和1个村：
市东社区、市南社区、市北社区、华新社区、居民新村社区、水坑社区、眠牛形社区、乌石下社区、附城社区、两渡河社区、老隆港社区、水上新村社区、吉祥一路社区、吉祥二路社区、泰华城社区、老隆村、水贝村、涧洞村、联亨村、官坑村、红桥村、岭西村、莲南村、莲塘村、板塘村、江边村、浮石村、月落塘村和联新村。

## 交通
- 京九铁路：龙川北站